# Hans Joachim Sewering
Hans Joachim Sewering (30 de janeiro de 1916 – 18 de junho de 2010) foi um médico alemão. Na Segunda Guerra Mundial foi acusado de ter participado da transferência de 900 crianças deficientes católicas em um acampamento onde elas foram mortas.